# Icon (Daan)
Icon is een nummer van de Belgische zanger Daan. De single die geschreven en gemaakt werd door de zanger zelf, kwam uit op 19 oktober 2009, als derde nummer van het album Manhay. Het nummer haalde Goud en een MIA-nominatie in de categorie Hit van het jaar. 